# Stonychophora cultrifer
Stonychophora cultrifer är en insektsart som först beskrevs av Zacher 1909.  Stonychophora cultrifer ingår i släktet Stonychophora och familjen grottvårtbitare. Inga underarter finns listade i Catalogue of Life.